# استان عین قزام
استان عین قزام (به عربی: ولایة عین قزام) یک استان در الجزایر است. استان عین قزام ۸۸٬۱۲۶ کیلومتر مربع مساحت و ۱۱٬۲۰۲ نفر جمعیت دارد و ۲۷۶ متر بالاتر از سطح دریا واقع شده‌است.